# Флавий Деций
Флавий Деций Млади (на латински: Flavius Decius) е римски политик и patricius през 6 век.

## Биография
Произлиза от фамилията Деции и е син на Василий Венанций (консул 508 г.) и брат на Деций Павлин (консул 534 г.). Внук е на Деций Марий Венанций Василий (консул 484 г.) от фамилията Цецинии.
През 529 г. Деций е консул без колега. През декември 546 г. той e patricius в Рим. Той избягва с други сенатори след превземането на Рим от остготския крал Тотила на 17 декември 546 г. в Константинопол.